# Bothriechis marchi
Bothriechis marchi es una especie de serpiente venenosa que pertenece a la subfamilia Crotalinae, cuya área de distribución incluye el sur Guatemala y Honduras en América Central. No tiene subespecies reconocidas.